# 인천어항사무소
인천어항사무소는 해양수산부 서해어업관리단의 소속기관으로써 인천광역시, 경기도, 충청남도, 전라북도  소재의 국가어항 건설을 담당하고 있으며, 소속기관으로 소장은 5급이다. 인천광역시 남동구 인주대로 541(구월동 1115-1번지) 에 위치하고 있다.

## 조직

### 소장
- 공사1팀
- 공사2팀

## 같이 보기
- 해양수산부
- 동해어업관리단
- 서해어업관리단
- 강릉어항사무소